# Tony Del Monaco
Antonio Del Monaco, cunoscut sub numele de Tony Del Monaco, (n. 27 decembrie 1935, Sulmona, Abruzzo, Italia – d. 27 mai 1993, Ancona, Italia) a fost un cântăreț de muzică pop și actor italian.

## Biografie
Del Monaco s-a născut în orașul Sulmona din Abruzzo, Italia. Și-a început activitatea de actor în 1961 cu un rol comedia muzicală L'adorabile Giulio.
În 1959 a debutat la festivalul de cântec Vibo Valentia, clasându-se pe locul 3 cu cântecul „Al ciel manca un angelo”). În 1967 a participat la Festivalul de la Sanremo cu „È più forte di me”, ,în echippă cu Betty Curtis. Del Monaco a concurat din nou la Sanremo în 1968, cu cântecul „La voce del silenzio”, prezentat în echipă cu Dionne Warwick, în 1969, cu „Un'ora fa”, prezentat împreună cu Fausto Leali, iar în 1970, cu „Serenata”, prezentat împreună cu Claudio Villa.